# پایگاه نیروی هوایی پاکستان در کورنگی
 پایگاه نیروی هوایی پاکستان در کورنگی (به انگلیسی: PAF Base Korangi) یک فرودگاه نظامی است . این فرودگاه در شهر کراچی کشور پاکستان قرار دارد .